# Saison 1 de House of Lies
Chronologie
Saison 2
Cet article présente les douze épisodes de la première saison de la série télévisée américaine House of Lies.

## Généralités
La série est diffusée depuis le 8 janvier 2012 sur Showtime aux États-Unis et simultanément sur The Movie Network au Canada.

## Synopsis
Marty Kaan est un consultant en finance et management auprès de grandes entreprises, adepte des filles, de la fête et de la frime. Aidé par sa fine équipe d'experts, il sillonne les États-Unis à la recherche de nouvelles victimes tout en élevant son jeune fils du mieux qu'il peut alors que son ex-femme, qui est aussi sa concurrente principale, n'en a que faire…

## Distribution

### Acteurs principaux
- Don Cheadle : Marty Kaan
- Kristen Bell : Jeannie Van Der Hooven
- Ben Schwartz : Clyde Oberholt
- Josh Lawson : Doug Guggenheim
- Dawn Olivieri : Monica Talbot
- Donis Leonard Jr. : Roscoe Kaan
- Glynn Turman : Jeremiah Kaan

### Acteurs récurrents
- Greg Germann : Greg Norbert
- Anna Camp : Rachel Norbert
- John Aylward : K. Warren McDale
- Richard Schiff : Harrison « Skip » Galweather
- Mo Gaffney : principale Gita
- Megalyn Echikunwoke : April
- Griffin Dunne : Marco Pelios

## Liste des épisodes
1. Vice, magouilles et consulting (Gods of Dangerous Financial Instruments)
2. Amsterdam (Amsterdam)
3. Micropénis (Microphallus)
4. Le petit empereur (Mini-Mogul)
5. Le pays des mormons (Utah)
6. Descente à Los Angeles (Our Descent Into Los Angeles)
7. Sans capote (Bareback Town)
8. Veritas (Veritas)
9. Ouroboros (Ouroboros)
10. La foi est un plat qui se mange froid (Prologue and Aftermath)
11. Les affaires sont les affaires (Business)
12. Contre-attaque (The Mayan Apocalypse)

### Épisode 1:Vice, magouilles et consulting(Gods of Dangerous Financial Instruments)
- États-Unis : 8 janvier 2012 sur Showtime

- États-Unis : 1,03 million de téléspectateurs[3] (première diffusion)

### Épisode 2:Amsterdam(Amsterdam)
- États-Unis : 15 janvier 2012 sur Showtime

- États-Unis : 891 000 téléspectateurs[4] (première diffusion)

### Épisode 3:Micropénis(Microphallus)
- États-Unis : 22 janvier 2012 sur Showtime

- États-Unis : 725 000 téléspectateurs[5] (première diffusion)

### Épisode 4:Le petit empereur(Mini-Mogul)
- États-Unis : 29 janvier 2012 sur Showtime

- États-Unis : 1,02 million de téléspectateurs[6] (première diffusion)

### Épisode 5:Le pays des mormons(Utah)
- États-Unis : 5 février 2012 sur Showtime

- États-Unis : 829 000 téléspectateurs[7] (première diffusion)

### Épisode 6:Descente à Los Angeles(Our Descent Into Los Angeles)
- États-Unis : 12 février 2012 sur Showtime

- États-Unis : 986 000 téléspectateurs[8] (première diffusion)

### Épisode 7:Sans capote(Bareback Town)
- États-Unis : 19 février 2012 sur Showtime

- États-Unis : 846 000 téléspectateurs[9] (première diffusion)

### Épisode 8:Veritas(Veritas)
- États-Unis : 4 mars 2012 sur Showtime

- États-Unis : 823 000 téléspectateurs[10] (première diffusion)

### Épisode 9:Ouroboros(Ouroboros)
- États-Unis : 11 mars 2012 sur Showtime

- États-Unis : 698 000 téléspectateurs[11] (première diffusion)

### Épisode 10:La foi est un plat qui se mange froid(Prologue and Aftermath)
- États-Unis : 18 mars 2012 sur Showtime

- États-Unis : 616 000 téléspectateurs[12] (première diffusion)

### Épisode 11:Les affaires sont les affaires(Business)
- États-Unis : 25 mars 2012 sur Showtime

- États-Unis : 715 000 téléspectateurs[13] (première diffusion)

### Épisode 12:Contre-attaque(The Mayan Apocalypse)
- États-Unis : 1er avril 2012 sur Showtime

- États-Unis : 775 000 téléspectateurs[14] (première diffusion)